# Thạch Hữu Tam

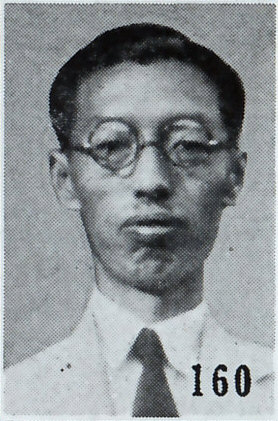
Thạch Hữu Tam

Thạch Hữu Tam (chữ Hán: 石友三, 1891－1940） là một tướng lãnh của Phùng Ngọc Tường. Về sau ông cùng Hàn Phúc Củ phản lại Phùng Ngọc Tường mà hàng Tưởng Giới Thạch, rồi phản Tưởng Giới Thạch theo Trương Học Lương, rồi phản Trương Học Lương theo Bát lộ quân, rồi lại phản Bát lộ quân theo phát xít Nhật. Do tính cách tráo trở, phản bội nên còn có xú danh là "Đảo qua tướng quân" – tướng trở giáo, phản bội.
Do sợ tính cách tráo trở, phản phúc nên ngày 1 tháng 12 năm 1940, các sĩ quan thân cận là Tàng Bá Phong, Cao Thụ Huân, Tất Quảng Thản lập mưu bắt Thạch Hữu Tam sau đó ra lệnh chôn sống bên bờ Hoàng Hà.
Năm 1928, tức năm Trung Hoa Dân Quốc thứ 16 Thạch Hữu Tam được Tưởng Giới Thạch chỉ định đi tiễu trừ các viên tướng tạo phản ở tỉnh Hà Nam là Phàn Chung Tú (Farn Chung-Shiow, Fàn Chōng Yǒu 樊盅莠). Ngày 15 tháng 3 năm 1928, Thạch Hữu Tam truy quét đến Thiếu Lâm Tự, biết bộ chỉ huy của Phàn Chung Tú đặt trong chùa nên ra lệnh bắn pháo, phóng hỏa đốt pháp đường. Ngày hôm sau, theo lệnh của Thạch Hữu Tam, chỉ huy quân Quốc dân đóng ở Đăng Phong là lữ trưởng Tô Minh Khải cho quân lính đem dầu vào Thiếu Lâm Tự rưới đốt toàn bộ. Lửa cháy đến 40 ngày, thiêu rụi những điện Thiên Vương, Đại Hùng, Khẩn Na La, Lục Tổ, Diêm Vương, Long Vương, Tàng kinh các, các nhà ăn, nhà kho, thiền đường đông tây, phòng Ngự tọa, lầu chuông trống và nhiều bản thảo chép tay võ thuật là các bộ quyền thuật rất hay của chùa Thiếu Lâm (đã được cất giữ tồn tại qua nhiều tháng năm thăng trầm của lịch sử và bị thiêu hủy nhiều lần).